# Буроголовая щурка
Буроголо́вая щу́рка (лат. Merops leschenaulti) — вид птиц из семейства щурковые. К виду Merops leschenaulti относят три подвида: Merops leschenaulti andamanensis Marien, 1950, Merops leschenaulti leschenaulti Вьейо, 1817 и Merops leschenaulti quinticolor Вьейо, 1817.

## Описание

### Внешний вид
Длина тела птицы около 20 см. Масса тела составляет 23-33 грамма. В окраске преобладает зелёный цвет — более тёмный на спине и крыльях и светлый на брюшке. Голова, задняя часть шеи и полоска в виде ошейника окрашены в бурый цвет. Клюв чёрный. От клюва к глазу и чуть далее тянется чёрная полоска (как и у многих других щурок). Подбородок жёлтого цвета. Половой диморфизм отсутствует.

### Голос
Голос буроголовой щурки похож на голос золотистой щурки. Очень вокален.

## Распространение
Подвид Merops leschenaulti andamanensis обитает на Андаманских островах, подвид Merops leschenaulti leschenaulti — на территории Индии, Шри-Ланки, Непала, Китая, Индокитая и полуострова Малакки, подвид Merops leschenaulti quinticolor — на островах: Суматре, Яве и Бали..

## Питание
В рацион буроголовых щурок входят пчёлы, осы, стрекозы, кузнечики, муравьи, термиты и другие насекомые.

## Галерея

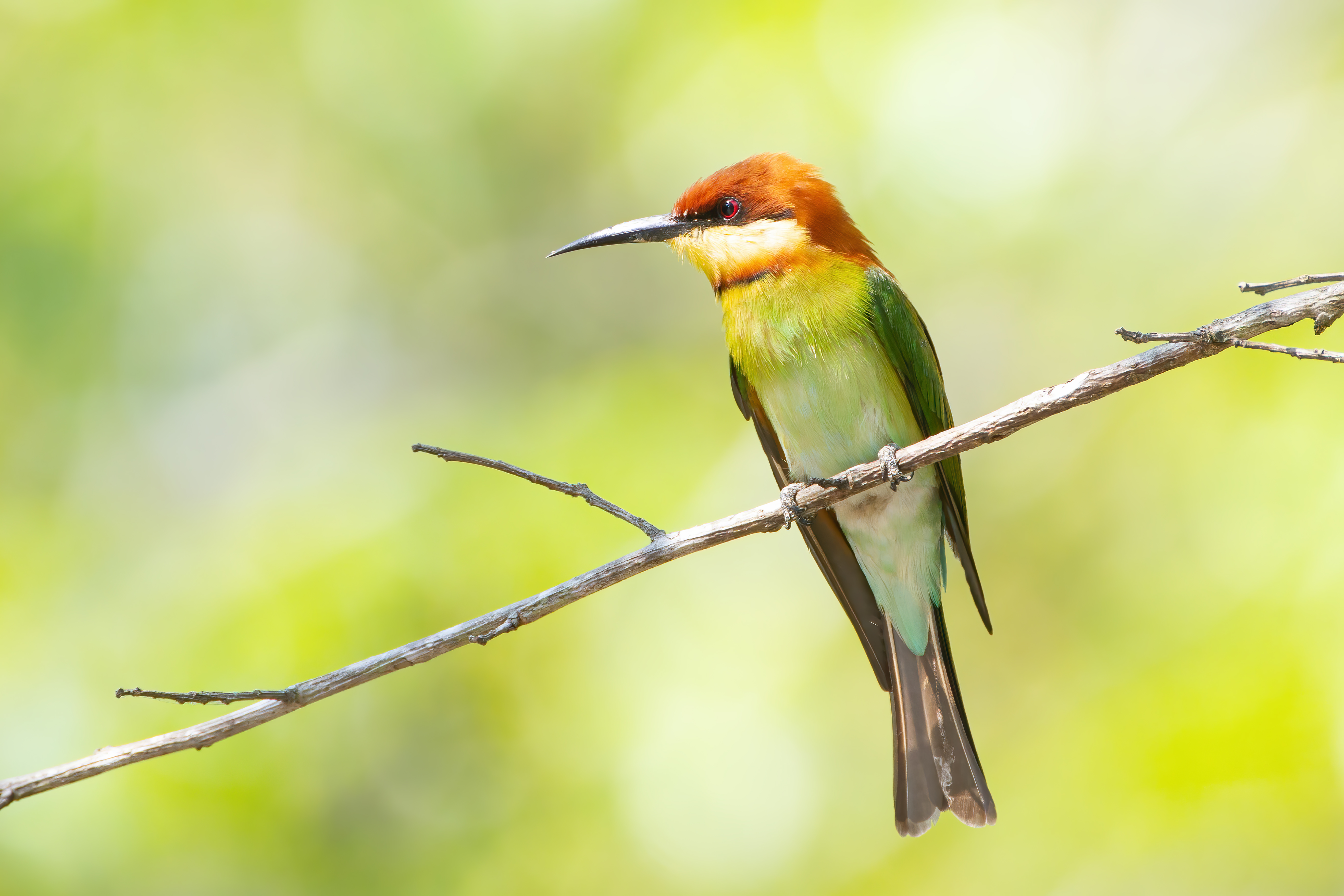
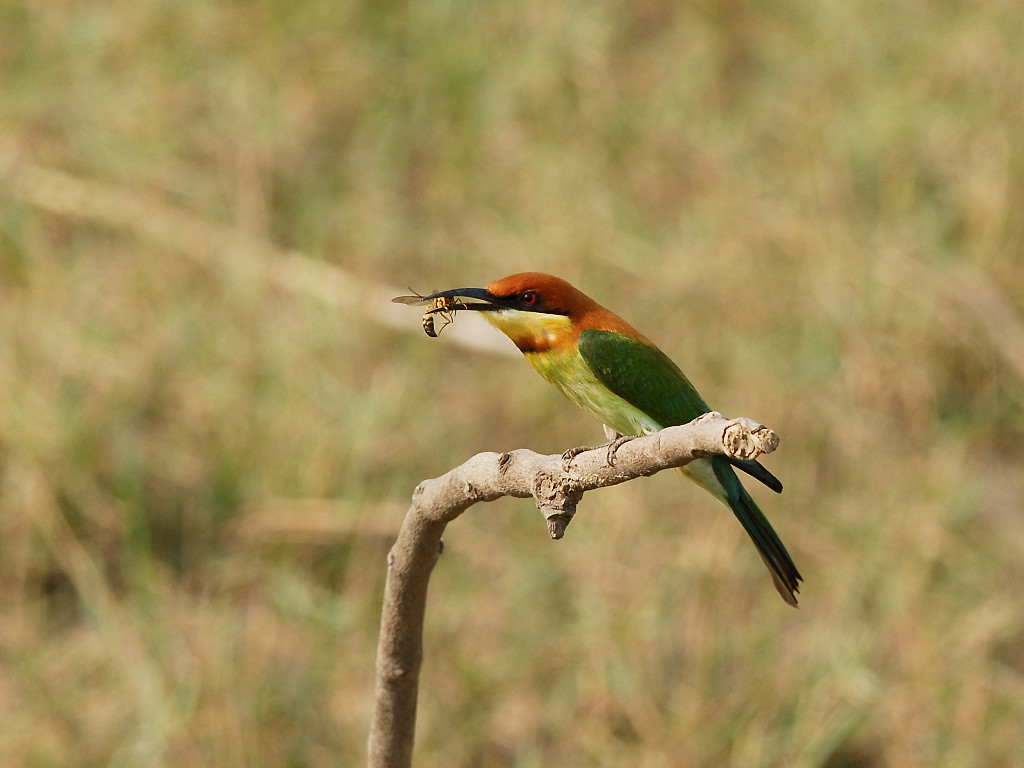
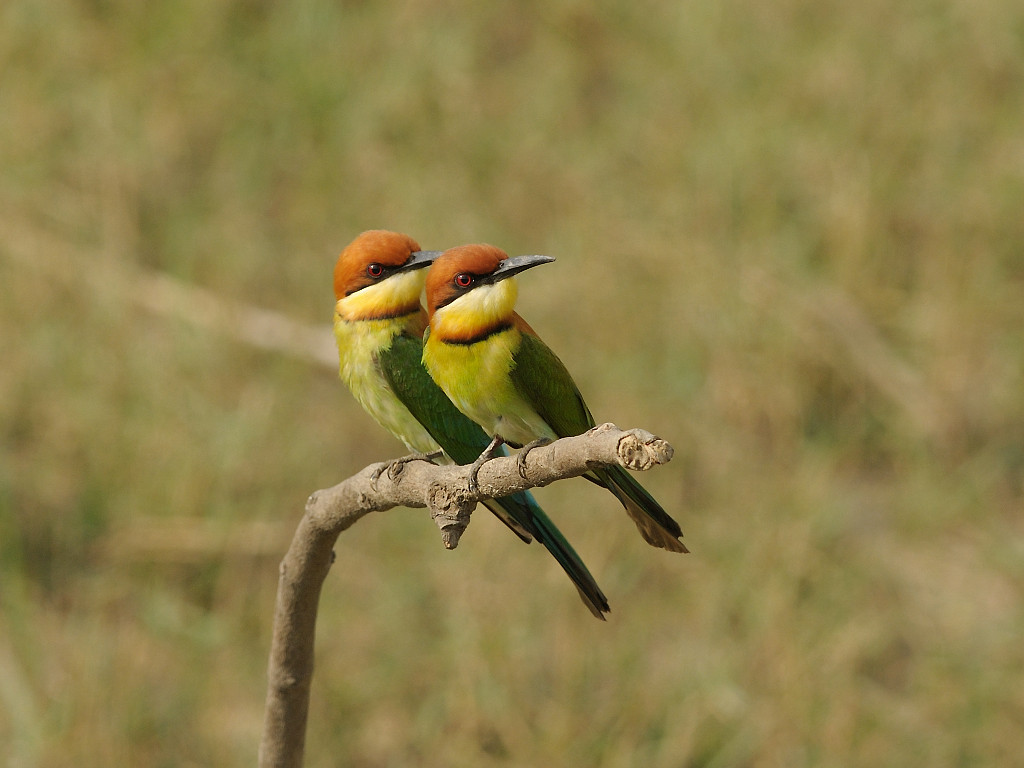
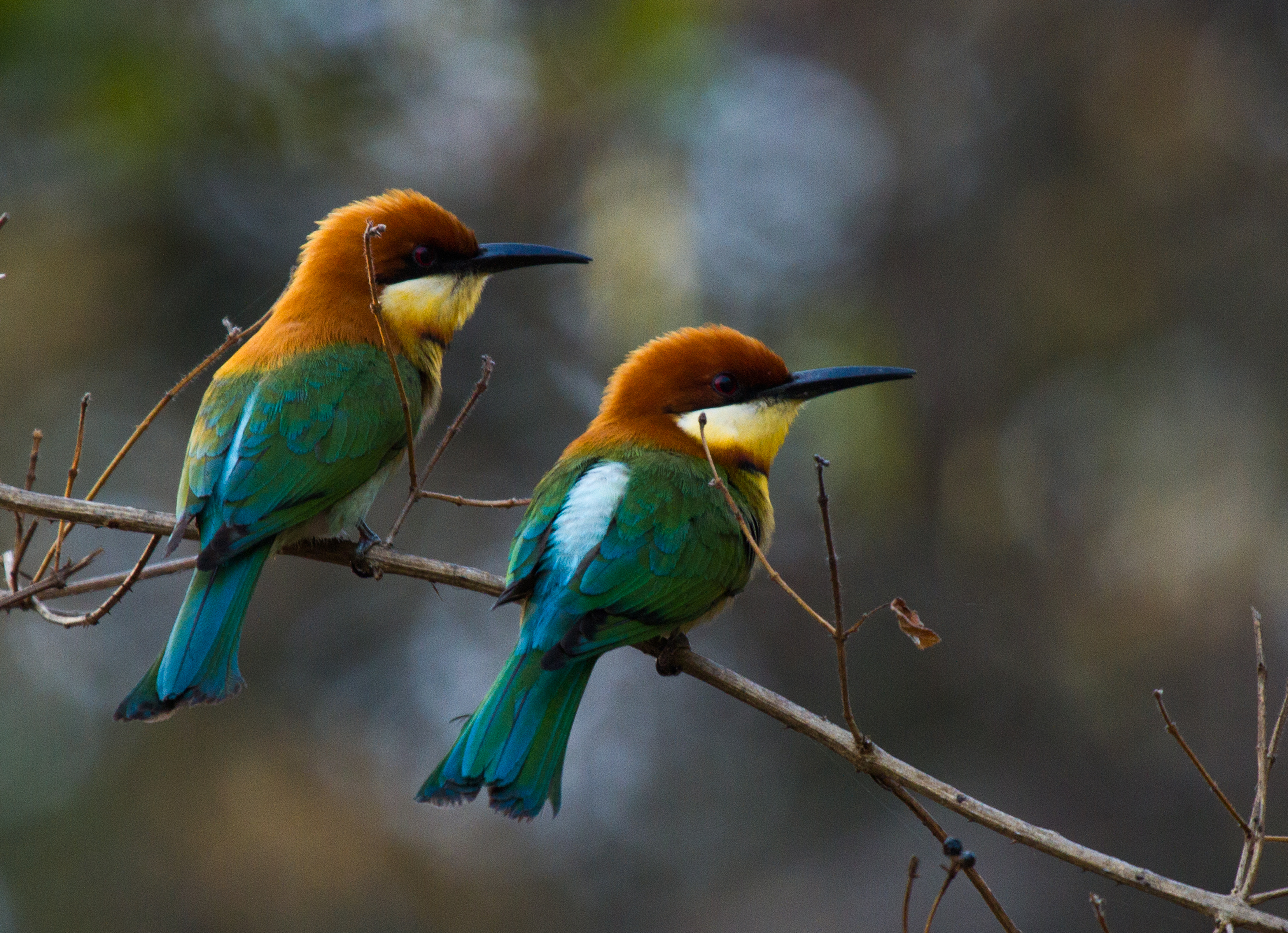